# Grand Prix automobile de Nogaro
Le Grand Prix de Nogaro est une compétition automobile qui se déroule sur le Circuit Paul Armagnac à Nogaro dans le Gers.

## Histoire
La première édition a eu lieu en 1960, année de la création du circuit.
Le Grand Prix a lieu en septembre/octobre avec des championnats différents selon les années (par exemple la FIA GT en 2007 et 2008 et le Championnat Historique de Formule 1 FIA en 2010). Disputé par la Formule 2, la Formule 3 et la Formule 3000, puis par le grand tourisme, l'accent a été mis depuis quelques années sur les véhicules historiques au travers de l'Historic Tour.
Le Grand Prix n’a connu qu'une seule annulation en 2006, par manque de stands de ravitaillement.
Le cinquantenaire du Grand Prix a été fêté en 2010. À cette occasion, des anciens vainqueurs de l'épreuve ont été invités.

## Palmarès
| Saison | Pilote                                                                            | Voiture                                                                           | Formule / Championnat                                                             |                                                                                   |                                                                                   |
| 1960   | Bruno Basini (de)                                                                 | Stanguellini ? Fiat                                                               | Formule Junior / Championnat de France                                            |                                                                                   |                                                                                   |
| 1961   | John Love                                                                         | Cooper T56-BMC                                                                    | Formule Junior / Championnat de France                                            |                                                                                   |                                                                                   |
| 1962   | Jo Schlesser                                                                      | Brabham BT12-Ford/Holbay (en)                                                     | Formule Junior / Championnat de France                                            |                                                                                   |                                                                                   |
| 1963   | Jean Vinatier                                                                     | Lotus 27-Ford/Cosworth                                                            | Formule Junior / Championnat de France                                            |                                                                                   |                                                                                   |
| 1964   | Pierre Ryser                                                                      | Cooper T67-BMC                                                                    | Formule 3 / Championnat de France                                                 |                                                                                   |                                                                                   |
| 1965   | Trevor Blokdyk                                                                    | Brabham BT16-Ford/Cosworth                                                        | Formule 3 / Championnat de France                                                 |                                                                                   |                                                                                   |
| 1966   | Jean-Pierre Jaussaud                                                              | Matra MS5-Ford/Cosworth                                                           | Formule 3 / Championnat de France                                                 |                                                                                   |                                                                                   |
| 1967   | Henri Pescarolo                                                                   | Matra MS6-Ford/Cosworth                                                           | Formule 3 / Championnat de France                                                 |                                                                                   |                                                                                   |
| 1968   | François Cevert                                                                   | Tecno 68-Ford                                                                     | Formule 3 / Championnat de France                                                 |                                                                                   |                                                                                   |
| 1969   | François Mazet                                                                    | Tecno 69-Ford/Novamotor                                                           | Formule 3 / Championnat de France                                                 |                                                                                   |                                                                                   |
| 1970   | Jean-Pierre Jaussaud                                                              | Martini MW5-Ford/Novamotor                                                        | Formule 3 / Championnat de France                                                 |                                                                                   |                                                                                   |
| 1971   | Jean-Pierre Jabouille                                                             | Alpine A360-Renault/Dudot                                                         | Formule 3 / Championnat de France                                                 |                                                                                   |                                                                                   |
| 1972   | Jean-Pierre Beltoise                                                              | Chevron 2,0 l                                                                     | Sport-prototypes                                                                  |                                                                                   |                                                                                   |
| 1973   | Gérard Larrousse                                                                  | Lola 2,0 l                                                                        | Sport-prototypes                                                                  |                                                                                   |                                                                                   |
| 1974   | Patrick Tambay                                                                    | Elf 2-BMW                                                                         | Formule 2 / Championnat d'Europe                                                  |                                                                                   |                                                                                   |
| 1975   | Patrick Tambay                                                                    | March-BMW                                                                         | Formule 2 / Championnat d'Europe                                                  |                                                                                   |                                                                                   |
| 1976   | Patrick Tambay                                                                    | Martini MK                                                                        | Formule 2 / Championnat d'Europe                                                  |                                                                                   |                                                                                   |
| 1977   | René Arnoux                                                                       | Martini-Renault                                                                   | Formule 2 / Championnat d'Europe                                                  |                                                                                   |                                                                                   |
| 1978   | Bruno Giacomelli                                                                  | March-BMW                                                                         | Formule 2 / Championnat d'Europe                                                  |                                                                                   |                                                                                   |
| 1979   | Emilio de Villota                                                                 | Lotus 78                                                                          | Formule 1 / Aurora AFX                                                            |                                                                                   |                                                                                   |
| 1980   | Philippe Streiff                                                                  | Martini MK 31                                                                     | Formule 3 / Championnat de France                                                 |                                                                                   |                                                                                   |
| 1981   | Philippe Streiff                                                                  | Martini MK 34                                                                     | Formule 3 / Championnat de France                                                 |                                                                                   |                                                                                   |
| 1982   | James Weaver                                                                      | Ralt RT 3                                                                         | Formule 3 / Championnat de France                                                 |                                                                                   |                                                                                   |
| 1983   | Pierluigi Martini                                                                 | Ralt RT 3                                                                         | Formule 3 / Championnat de France                                                 |                                                                                   |                                                                                   |
| 1984   | John Nielsen                                                                      | Ralt RT 3/84                                                                      | Formule 3 / Championnat de France                                                 |                                                                                   |                                                                                   |
| 1985   | Tom Walkinshaw Win Percy                                                          | Rover 3,5 l                                                                       | Grand tourisme / Championnat d'Europe                                             |                                                                                   |                                                                                   |
| 1986   | Roberto Ravaglia Gerhard Berger                                                   | BMW 635 CSi                                                                       | Grand tourisme / Championnat d'Europe                                             |                                                                                   |                                                                                   |
| 1987   | Jean-Pierre Jaussaud Fabien Giroix                                                | BMW M3                                                                            | Grand tourisme / Championnat d'Europe                                             |                                                                                   |                                                                                   |
| 1988   | Klaus Ludwig Klaus Niedzwiedz                                                     | Ford Sierra                                                                       | Grand tourisme / Championnat d'Europe                                             |                                                                                   |                                                                                   |
| 1989   | Jean Ragnotti Jean-Louis Bousquet                                                 | Renault 21 T                                                                      | Supertourisme / Championnat de France                                             |                                                                                   |                                                                                   |
| 1990   | Eric van de Poele                                                                 | Reynard-Cosworth                                                                  | Formule 3000 / Championnat International                                          |                                                                                   |                                                                                   |
| 1991   | Christian Fittipaldi                                                              | Reynard-Mugen                                                                     | Formule 3000 / Championnat International                                          |                                                                                   |                                                                                   |
| 1992   | Luca Badoer                                                                       | Reynard-Cosworth                                                                  | Formule 3000 / Championnat International                                          |                                                                                   |                                                                                   |
| 1993   | Franck Lagorce                                                                    | Reynard-Cosworth                                                                  | Formule 3000 / Championnat International                                          |                                                                                   |                                                                                   |
| 1994   | Christophe Bouchut                                                                | Porsche 964                                                                       | Carrera Cup / Carrera Cup France                                                  |                                                                                   |                                                                                   |
| 1995   | Andy Wallace Olivier Grouillard                                                   | McLaren F1 GTR                                                                    | Grand tourisme / Championnat BPR                                                  |                                                                                   |                                                                                   |
| 1996   | Ray Bellm James Weaver                                                            | McLaren F1 GTR                                                                    | Grand tourisme / Championnat BPR                                                  |                                                                                   |                                                                                   |
| 1997   | Jean-Luc Chéreau Patrice Goueslard Jack Leconte                                   | Porsche 911                                                                       | Grand tourisme                                                                    |                                                                                   |                                                                                   |
| 1998   | Guillaume Rousseau Arnaud Peyrolles                                               | Porsche 993                                                                       | Grand tourisme                                                                    |                                                                                   |                                                                                   |
| 1999   | Jean-Pierre Jarier Lucien Guitteny                                                | Porsche 911 GT2                                                                   | Grand tourisme / Championnat de France                                            |                                                                                   |                                                                                   |
| 2000   | Patrick Bornhauser Olivier Thévenin                                               | VBM 4000 GTC                                                                      | Grand tourisme / Championnat de France                                            |                                                                                   |                                                                                   |
| 2001   | Patrice Goueslard Philippe Soulan                                                 | Porsche 911 GT2                                                                   | Grand tourisme / Championnat de France                                            |                                                                                   |                                                                                   |
| 2002   | Gilles Besson Grégory Fargier                                                     | Lucchini SR 2                                                                     | Grand tourisme                                                                    |                                                                                   |                                                                                   |
| 2003   | Soheil Ayari Franck Lagorce                                                       | Courage C60                                                                       | Sport-prototypes et Grand tourisme / Championnat international                    |                                                                                   |                                                                                   |
| 2004   | Allen Lloyd Gerry Wainwright                                                      | Lola T70                                                                          | Sport-prototypes et Grand tourisme / Championnat VdeV                             |                                                                                   |                                                                                   |
| 2005   | Vincent Savoye                                                                    | Ralt                                                                              | Formule 3 / Championnat F3 Classic                                                |                                                                                   |                                                                                   |
| 2006   | Pas de course (manque de stands de ravitaillement, mis en place l'année suivante) | Pas de course (manque de stands de ravitaillement, mis en place l'année suivante) | Pas de course (manque de stands de ravitaillement, mis en place l'année suivante) | Pas de course (manque de stands de ravitaillement, mis en place l'année suivante) | Pas de course (manque de stands de ravitaillement, mis en place l'année suivante) |
| 2007   | Mike Hezemans Jean-Denis Delétraz                                                 | Chevrolet Corvette C6.R                                                           | Grand tourisme / Championnat FIA GT                                               |                                                                                   |                                                                                   |
| 2008   | Miguel Ramos Alexandre Negrão                                                     | Maserati MC12 GT1                                                                 | Grand tourisme / Championnat FIA GT                                               |                                                                                   |                                                                                   |
| 2009   | Philippe Gache                                                                    | March                                                                             | Formule 3 / Championnat F3 Classic                                                |                                                                                   |                                                                                   |
| 2010   | Bobby Verdon-Roe (en)                                                             | McLaren MP4/1B                                                                    | Formule 1 / Championnat de F1 Historique                                          |                                                                                   |                                                                                   |
| 2011   | Valerio Leone                                                                     | Ralt RT 3                                                                         | Formule 3 / Championnat F3 Classic                                                |                                                                                   |                                                                                   |
| 2012   | Valerio Leone                                                                     | Ralt RT 3                                                                         | Formule 3 / Championnat F3 Classic                                                |                                                                                   |                                                                                   |
| 2013   | Davide Mazzoleni                                                                  | Ralt RT 3                                                                         | Formule 3 / Championnat F3 Classic                                                |                                                                                   |                                                                                   |
| 2014   | Henry Hassid Mike Parisy                                                          | Audi R8 LMS Ultra                                                                 | Grand tourisme / Championnat de France                                            |                                                                                   |                                                                                   |
| 2015   | Pierre-François Clot                                                              | Ford Escort RS 200                                                                | Super-sportive / Championnat de France                                            |                                                                                   |                                                                                   |
| 2016   | Hugo Carini                                                                       | Ralt RT 3                                                                         | Formule 3 / Championnat de France                                                 |                                                                                   |                                                                                   |